# Валя-Драгулуй
Валя-Драгулуй (рум. Valea Dragului) — комуна у повіті Джурджу в Румунії. До складу комуни входить єдине село Валя-Драгулуй.
Комуна розташована на відстані 30 км на південний схід від Бухареста, 43 км на північний схід від Джурджу.

## Населення
За даними перепису населення 2002 року у комуні проживали 3373 особи.
Національний склад населення комуни:
| Національність | Кількість осіб | Відсоток |
| -------------- | -------------- | -------- |
| румуни         | 3105           | 92,1%    |
| цигани         | 268            | 7,9%     |

Рідною мовою назвали:
| Мова      | Кількість осіб | Відсоток |
| --------- | -------------- | -------- |
| румунська | 3371           | 99,9%    |
| циганська | 2              | 0,1%     |

Склад населення комуни за віросповіданням:
| Релігія        | Кількість осіб | Відсоток |
| -------------- | -------------- | -------- |
| православні    | 3357           | 99,5%    |
| бретрени       | 9              | 0,3%     |
| греко-католики | 6              | 0,2%     |
| римо-католики  | 1              | < 0,1%   |

## Зовнішні посилання
- Дані про комуну Валя-Драгулуй на сайті Ghidul Primăriilor [Архівовано 24 березня 2012 у Wayback Machine.]